# 기원전 38년

## 연호
- 전한(前漢) 건소(建昭) 원년

## 기년
- 전한(前漢) 원제(元帝) 11년
- 신라(新羅) 혁거세 거서간(赫居世居西干) 20년

## 탄생
- 고구려(高句麗)의 2대 태왕(太王) 유리명왕(瑠璃明王)